# О Огоуе
О Огоуе (на френски: Haut-Ogooué, в превод Горна Огоуе) е една от деветте провинции в Габон. Областен град на провинцията е Франсвил. 

## География
Кръстена е на реката Огоуе. Покрива площ от 36 547 km².

## Население[1]
Населението е 250 799 жители (по преброяване от октомври 2013 г.).

## Икономика
Главен отрасъл на промишлеността е минодобивът.